# Santo Tomás (Atlántico)

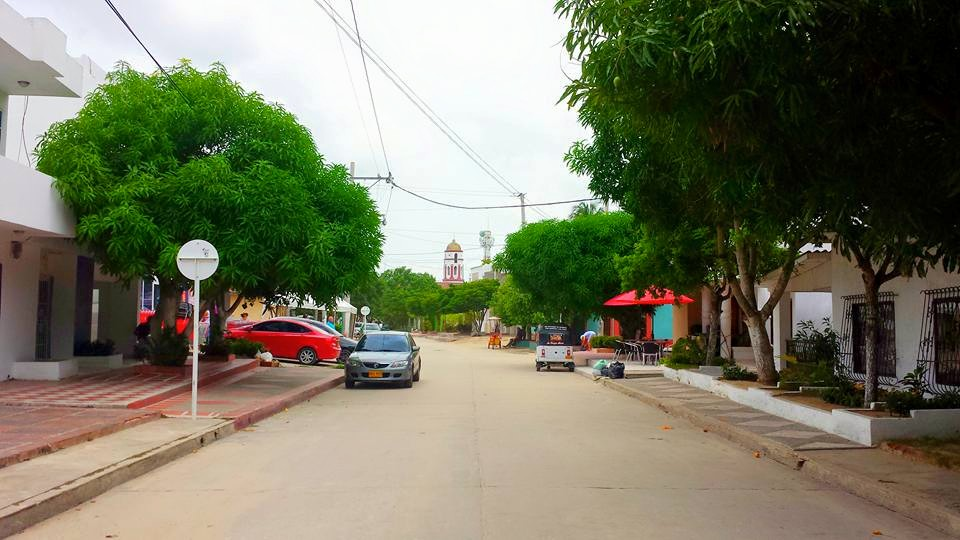
Calle tradicional del centro de Santo Tomás.

Santo Tomás es un municipio colombiano en el oriente del departamento del Atlántico, ubicado en la ribera occidental del río Magdalena. Es conocido por su Batalla de Flores, en la que también se realiza el reinado intermunicipal y departamental del Atlántico. Además, por su particular conmemoración de la Semana Santa.
Fundado a principios del siglo XVIII por Francisco y Miguel Becerra en un asentamiento ribereño de fértiles tierras, fue declarado municipio en el año 1857. Fue sede de la capitanía a guerra de Tierradentro durante el periodo virreinal. Este municipio se encuentra completamente conurbado con Palmar de Varela.

## Geografía
Tiene una extensión de 67 km² y queda a una distancia de 25 km de Barranquilla, en un terreno levemente ondulado hacia el occidente con fuerte presencia de zonas lacustres y una importante ribera sobre el principal río colombiano, el Magdalena. De los 67 km², 6,6 son de área urbana y el resto, rural. Su población asciende a 25 500 habitantes.

## División administrativa
El municipio cuenta con las veredas:
- El Uvito
- Las Mercedes

## Economía
Su cercanía a la capital departamental permite que Santo Tomás ofrezca escenarios para el desarrollo de la actividad industrial y de exportación, contando con servicios públicos en todas las áreas, destacándose el servicio de acueducto y de alumbrado público.

### Agricultura
En Santo Tomás se cultiva principalmente productos cítricos como el limón, el cual se exporta a países como Chile y Perú. Otros productos importantes para el sector agrícola del municipio son la yuca y el maíz.

### Piscicultura
La hidrografía del municipio le brinda un escenario potencial para la producción y explotación pesquera, sin embargo el número de personas que se dedica a esta actividad es muy reducido.

### Comercio
Con el crecimiento del comercio minorista, la presencia de grandes cadenas de supermercados (Olímpica, Ara y Megatiendas) y la construcción de un centro comercial en el municipio, el comercio ha tomado importancia en la generación de nuevos empleos y fortalecimiento de otros sectores de la economía.

### Minería
Debido a las características y composición de los suelos, en el municipio se encuentran varias canteras de extracción de arena para la construcción.

### Transporte
Gran parte de la población del municipio trabaja y/o estudia en el Área Metropolitana de Barranquilla, lo que permite una gran dinámica en el sector del transporte, el cual ha generado desarrollo en el municipio.

## Cultura
Véase: Batalla de Flores de Santo Tomás
Su principal manifestación cultural es el carnaval, cuyos eventos más importantes son el Reinado Intermunicipal y la Batalla de Flores, que alcanzó más de 500.000 visitantes en su XLII edición en 2019; el evento fue creado en 1977, y declarado Patrimonio Cultural de la Nación en 2011 mediante la ley 1353 del Congreso de la República. El carnaval intermunicipal fue fundado por José Bolaño, Manuel Gaspar Pérez Fruto, Manuel y Edison Charris, Jairo Beltrán, Pedro Fontalvo, entre otros.
Durante la Semana Santa se realizan procesiones, actos litúrgicos y el Viernes Santo el Santo Vía Crucis, la Adoración de la Santa Cruz, el Sermón de las Siete Palabras, la Procesión con El Santo Sepulcro a cargo de la parroquia central y demás parroquias; representación de la Pasión de Cristo y el Vía Crucis dramatizado por el grupo de teatro Arrabal 26 de la Casa de la Cultura y las tradicionales mandas, de las cuales se resaltan los Penitentes o Flagelantes. 
En las fiestas patronales de Santo Tomás de Villanueva se realizan actos culturales, la devoción a la Virgen María y otros santos.
El Festival de Artes Escénicas Mario Moreno es un evento teatral que se realiza desde 1999, creado y gestionado por la Corporación Artística Mario Moreno - ONG cultural fundada y dirigida por Magín Pertuz Maldonado.

## Música
Santo Tomás es la cuna del Porro Negro, género folclórico autóctono y pieza imprescindible de las festividades carnestoléndicas. Santo Tomás es cuna de músicos que han tenido su iniciación en la Casa de Cultura, en cuya banda se forman músicos.

## Servicios públicos
- Energía Eléctrica: Air-e,  es la empresa prestadora del servicio de energía eléctrica.
- Gas Natural: Gases del Caribe es la empresa distribuidora y comercializadora de gas natural en el municipio.
- Agua y Alcantarillado: Triple A es la empresa prestadora del servicio de agua y alcantarillado.

## Tomasinos notables
- Aurelio Pizarro, escritor
- Luis Fernando Muriel, futbolista.